# Publication ouverte
Pour les articles homonymes, voir Publication libre.
 (janvier 2024).
Si vous disposez d'ouvrages ou d'articles de référence ou si vous connaissez des sites web de qualité traitant du thème abordé ici, merci de compléter l'article en donnant les références utiles à sa vérifiabilité et en les liant à la section « Notes et références ».

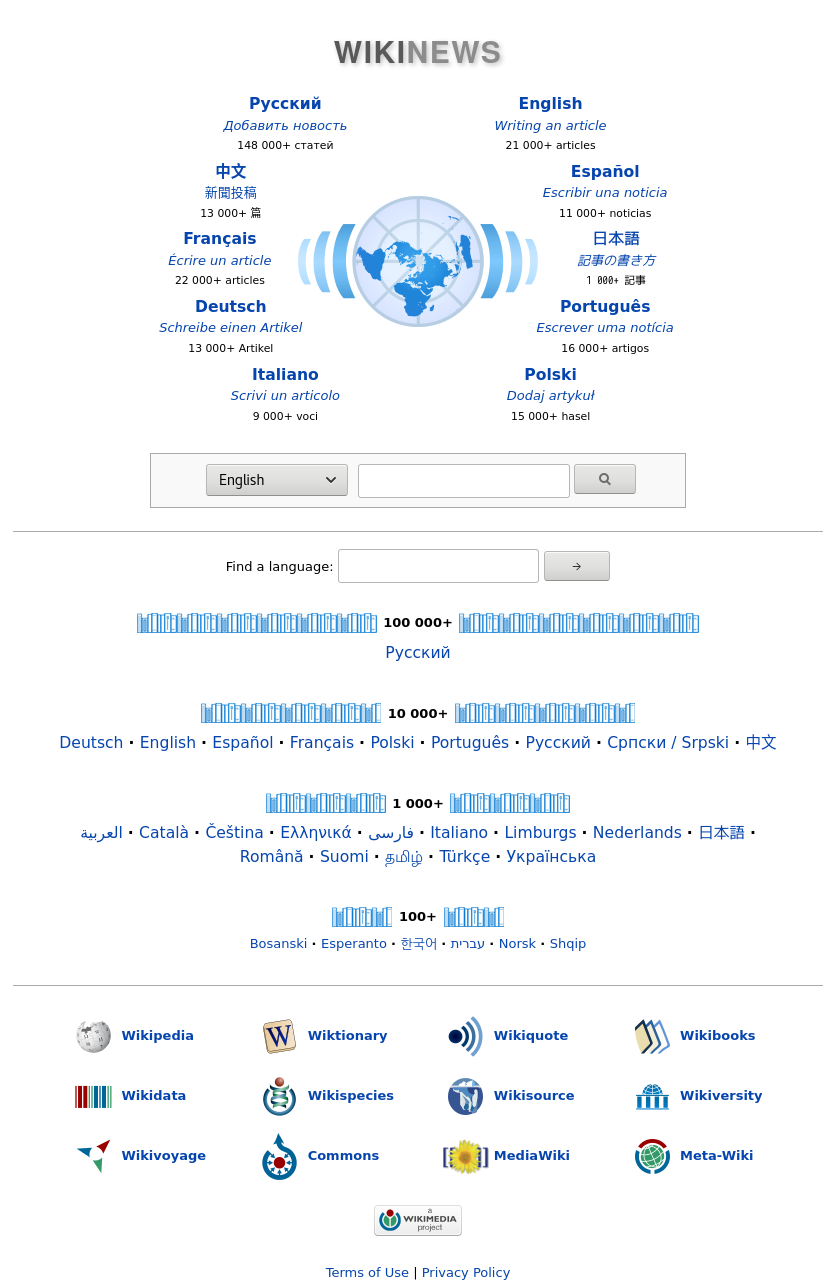
Wikinews est une publication ouverte populaire qui fait partie du projet Wiki.

On appelle publication ouverte un processus de création de contenu, qui est transparent pour les lecteurs[Quoi ?]. Ces derniers peuvent écrire une contribution ou un article et le voir publié immédiatement dans la liste des articles mis à disposition du public. Ces articles sont filtrés le moins possible pour permettre aux lecteurs d'y trouver les informations qu'ils veulent[Quoi ?]. Les lecteurs peuvent voir comment les décisions éditoriales sont prises par d'autres. Ils peuvent voir comment s'associer et participer aux décisions éditoriales.
En fait le terme lui-même de "décision éditoriale" peut-être contesté dans la mesure où ce processus peut être revendiqué comme étant un simple classement. L'essentiel est que :
- le processus soit transparent, (par exemple que même la décision de classer un article "à l'écart" puisse être contestée et que l'on puisse revenir dessus),
- tout le monde soit invité à participer au processus.

Plusieurs principes fondamentaux sous-tendent le fonctionnement des organisations et des sites dédiés à la Publication Libre : parmi ces principes, l'absence de hiérarchie, la participation du public, un contrôle éditorial minimal, et la transparence.
Les sites web qui proposent des publications ouvertes permettent à toute personne qui a un accès à Internet de visiter le site, de télécharger son contenu directement, sans avoir à passer à travers les filtres des médias traditionnels. S'ils veulent rediffuser l'information, ils le peuvent.

## Publication ouverte et publication libre
On trouve parfois le terme de publication libre, ce qui entraîne une confusion avec la notion de contenu libre qui a plutôt à voir avec les droits associés au contenu. Les enjeux de la publication ouverte sont davantage dans le processus de création et de mise à disposition initiale du contenu.
Généralement les publications ouvertes offrent leur contenu sous une licence de contenu libre mais certaines peuvent par exemple restreindre la redistribution commerciale.
Par ailleurs les sites web des publications ouvertes utilisent généralement un logiciel libre. Ceci permet à toute personne qui imagine une meilleure façon d'affiner ces décisions éditoriales à l'aide du logiciel, de la mettre en pratique: ils peuvent copier ce dernier parce qu'il est libre, le modifier et démarrer leur propre site.